# آيت عبد النور (آيت أم البخث)
آيت عبد النور هي إحدى مشيخات المملكة المغربية، تتبع جغرافيا لإقليم بني ملال وإداريًا لآيت أم البخث. يقدر عدد سكانها بـ 2523 نسمة حسب الإحصاء الرسمي للسكان والسكنى لسنة 2004.